# King Earthquake
Pour les articles homonymes, voir Earthquake.
King Earthquake est un Sound System fondé par Errol Arawak. À l'origine composé de 6 membres, le King Earthquake est créé en 1977. Alors âgé de 17 ans, Errol quitte l'école et se produit très vite dans les clubs. Le sound system s'appelle à l'époque "Mighty Earthquake". Les événements s'enchaînent ainsi que ses premiers clashs (malgré-lui) d'où il sort bien souvent victorieux. Il se renomme très vite "King Earthquake".
À cette époque, le reggae évolue vers des sons plus digitaux et plus rapides, plus dancehall, tant en Jamaïque qu'au Royaume-Uni. Peu lui importait, King Earthquake continua de jouer Roots & Culture. Mais rien n'y fit, les soirées Reggae plus classiques se vidaient et le public ne suivait plus.
King Earthquake se résigna et arrêta ses activités musicales vers le milieu des années 1980. Quinze ans plus tard, avec l'arrivée de l'an 2000, Errol décida de se redonner une chance de convaincre un public Reggae grandissant. Mission réussie si on observe son parcours depuis lors : festivals, soirées, événements de niveau international, ...
Il a depuis ajouté à sa carrière deux dimensions supplémentaires: ses émissions radio hebdomadaires (chaque lundi soir sur Jamradio à Birmingham), et de 2005 jusqu'à nos jours une vingtaine de compositions sur son propre label de musique ainsi que la production d'autres musiciens de Reggae.